# Салек-Моаллем
Салек-Моаллем (перс. سالك معلم) — село в Ірані, у дегестані Ахмадсарґураб, у бахші Ахмадсарґураб, шагрестані Шафт остану Ґілян. За даними перепису 2006 року, його населення становило 476 осіб, що проживали у складі 116 сімей.

## Клімат
Середня річна температура становить 13,92°C, середня максимальна – 27,88°C, а середня мінімальна – 0,01°C. Середня річна кількість опадів – 641 мм.
| Клімат поселення                              | Клімат поселення | Клімат поселення | Клімат поселення | Клімат поселення | Клімат поселення | Клімат поселення | Клімат поселення | Клімат поселення | Клімат поселення | Клімат поселення | Клімат поселення | Клімат поселення | Клімат поселення |
| Показник                                      | Січ.             | Лют.             | Бер.             | Квіт.            | Трав.            | Черв.            | Лип.             | Серп.            | Вер.             | Жовт.            | Лист.            | Груд.            |                  |
| Середній максимум, °C                         | 12,45            | 11,45            | 12,21            | 16,74            | 20,64            | 26,31            | 27,88            | 27,73            | 23,08            | 20,13            | 16,33            | 12,24            |                  |
| Середня температура, °C                       | 6,73             | 5,73             | 6,47             | 11,00            | 14,92            | 20,58            | 23,57            | 23,42            | 18,79            | 15,82            | 12,02            | 7,93             |                  |
| Середній мінімум, °C                          | 1,00             | 0,01             | 0,75             | 5,26             | 9,19             | 14,86            | 19,27            | 19,11            | 14,48            | 11,51            | 7,72             | 3,63             |                  |
| Норма опадів, мм                              | 59               | 50               | 70               | 63               | 37               | 20               | 16               | 25               | 52               | 80               | 74               | 95               |                  |
| Середньомісячна швидкість вітру, м/с          | 2.14             | 2.32             | 2.44             | 2.43             | 2.20             | 2.21             | 2.48             | 2.26             | 1.89             | 2.03             | 1.98             | 1.91             |                  |
| Середньомісячна сонячна радіація, кДж/м²·день | 7087             | 9349             | 11506            | 15923            | 19776            | 22369            | 23011            | 19782            | 16170            | 11287            | 8771             | 6848             |                  |
| --------------------------------------------- | ---------------- | ---------------- | ---------------- | ---------------- | ---------------- | ---------------- | ---------------- | ---------------- | ---------------- | ---------------- | ---------------- | ---------------- | ---------------- |
| Джерело:                                      |                  |                  |                  |                  |                  |                  |                  |                  |                  |                  |                  |                  |                  |